# Cướp biển vùng Caribbean (điểm đến)
Cướp biển vùng Caribbean là khu vui chơi trong nhà tối tại Disneyland, Walt Disney World của Magic Kingdom, Tokyo Disneyland, Disneyland Park tại Disneyland Paris và Shanghai Disneyland.
Chuyến xe kể câu chuyện về một nhóm cướp biển ở các đảo Tây Ấn xung quanh Biển Caribe vào thế kỷ 17 và 18 với câu chuyện về các chuyến đi, những rắc rối và chiến tích của họ. Phiên bản gốc của chuyến đi đã được mở tại Disneyland gốc, ở Anaheim, California, gần Los Angeles năm 1967, và là chuyến đi cuối cùng mà việc xây dựng được hình dung và đích thân Walt Disney giám sát nhưng ông đã qua đời ba tháng trước khi nó mở cửa. Sau khi vô cùng nổi tiếng, chuyến đi này đã được nhân rộng bảy năm sau đó tại Magic Kingdom của Walt Disney World, gần Orlando, Florida, ngay sau khi nó mở cửa vào năm 1973. Các phiên bản tiếp theo tại Tokyo Disneyland vào năm 1983, và tại Disneyland Paris năm 1992. Mỗi phiên bản trong số bốn phiên bản đầu tiên của chuyến đi đều có các bề mặt khác nhau nhưng trải nghiệm tương tự nhau. Một phiên bản mô phỏng lại của chuyến đi bị ảnh hưởng bởi sự quen thuộc của du khách với sự thành công trên toàn thế giới của loạt phim Pirates of the Caribbean: Battle for the Sunken Treasure ra mắt tại Shanghai Disneyland Park năm 2016.
Chuyến đi đã phát sinh ra bài hát "Yo Ho (A Pirate's Life for Me)" do George Bruns và Xavier Atencio viết và trình diễn trên bản thu âm của The Mellomen Chuyến đi đã trở thành cơ sở cho loạt phim Cướp biển vùng Caribe ra mắt năm 2003. Kể từ năm 2006, Disney đã đưa các nhân vật trong loạt phim vào Disneyland , Magic Kingdom, Tokyo Disneyland và Disneyland Paris phiên bản cưỡi xe.

## Lịch sử

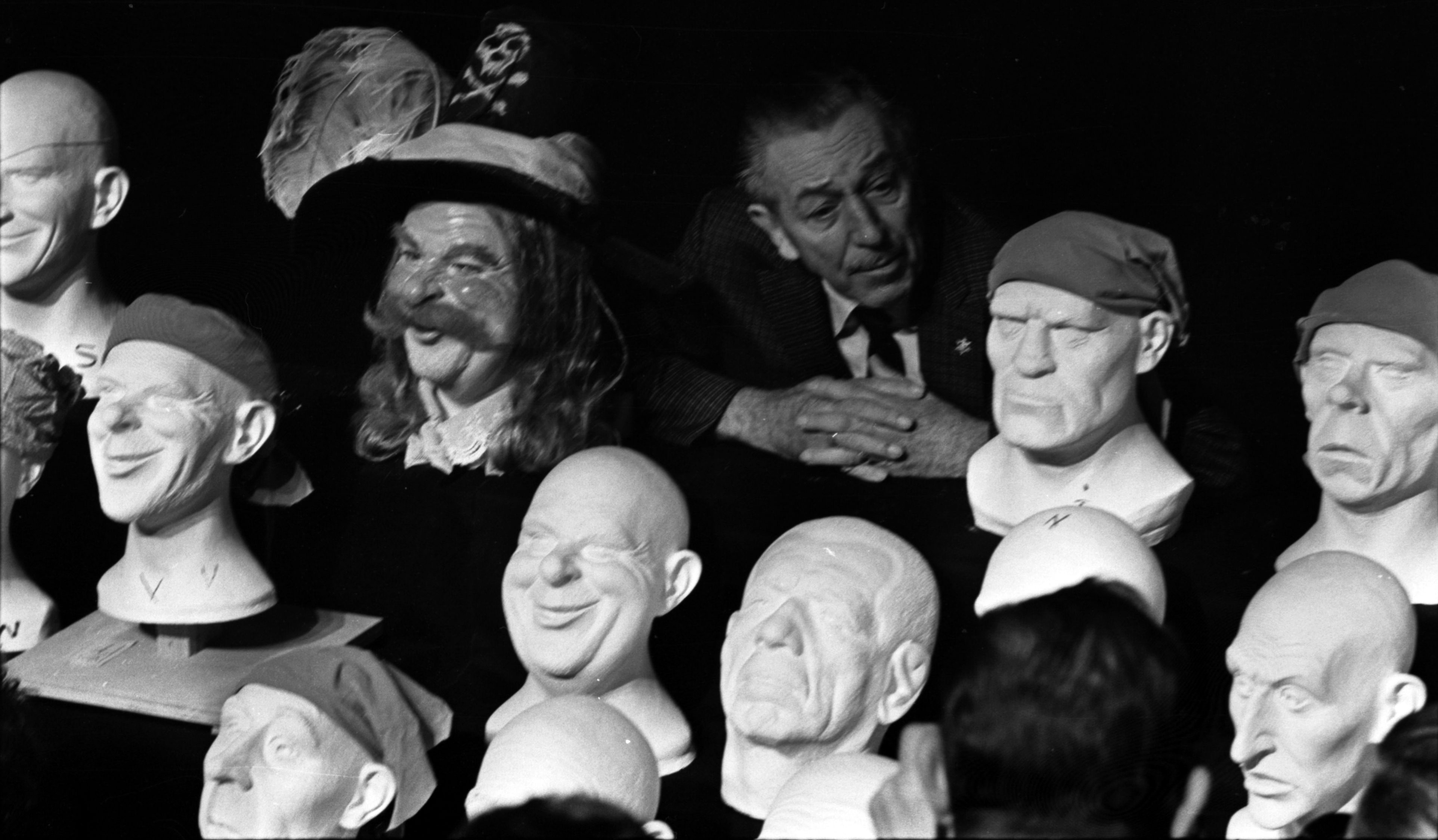
Walt Disney năm 1966, kiểm tra đầu nhựa để sử dụng trong điểm tham quan Disneyland

Ra mắt vào ngày 18 tháng 3 năm 1967, phiên bản Disneyland của Cướp biển vùng Caribe là chuyến đi cuối cùng mà chính Walt Disney tham gia thiết kế, công viên ra mắt ba tháng sau khi ông qua đời. Nó nằm trong phần Quảng trường New Orleans của Disneyland, mặt tiền gợi lên kỷ nguyên tiền chiến New Orleans, trên đầu là lá cờ Hoa Kỳ 31 sao (biểu thị thập niên 1850). Ban đầu nó được hình dung như một bảo tàng tượng sáp; tuy nhiên với sự thành công của ý tưởng đi thuyền It's a Small World tại Hội chợ Thế giới New York năm 1964, Disney đã quyết định sử dụng cùng một hệ thống đi thuyền trên Cướp biển vùng Caribe. Có thể nhìn thấy các chữ cái đầu công phu của Walt Disney và Roy Disney (W.D. và R.D.) quấn vào nhau trong lan can sắt rèn phía trên lối vào của chuyến xe tại Disneyland. Một tấm biển trên cao tại bến thuyền được đặt tên theo cướp biển nổi tiếng Jean Lafitte (mặc dù tên của ông được đánh vần là Laffite như tên cướp biển ban đầu đã đánh vần nó, thay vì cách viết bằng tiếng Anh hiện đã trở thành tiêu chuẩn), ông đã chiến đấu cùng với Quân đội Hoa Kỳ trong Trận New Orleans khi xảy ra Chiến tranh năm 1812. Tầng hai của mặt tiền ban đầu được thiết kế để trở thành một căn hộ riêng của gia đình Disney. Tuy nhiên, sau đó nó mở cửa vào mùa xuân năm 1987 như một không gian bảo tàng/bán lẻ liên quan đến nghệ thuật được gọi là Phòng trưng bày Disney và thay thành Disneyland Dream Suite vào cuối năm 2007.

## Mô tả chuyến đi

### Disneyland
Chuyến đi bắt đầu giữa đom đóm trong một buổi tối ở bayou của bang Louisiana. Người tham quan lên thuyền của họ tại Bãi đáp của Laffite và ngay lập tức nổi lên ở trung tâm của bayou, sau các quy tắc an toàn do Râu Đen đưa ra. Khi đã qua một số nhà thuyền ọp ẹp, có thể nghe thấy tiếng đàn banjo gảy nhẹ các giai điệu (bao gồm "Oh! Susanna" và "Camptown Races") trong âm thanh yên bình của thiên nhiên khi khách đi ngang qua một nhà thuyền trên hiên nhà có một ông già điềm tĩnh nằm đung đưa tới lui trên chiếc ghế bập bênh. Phía trên là một cổng tò vò bằng đá, một ầu lâu xương chéo biết nói đưa ra những lời cảnh báo.

### Magic Kingdom

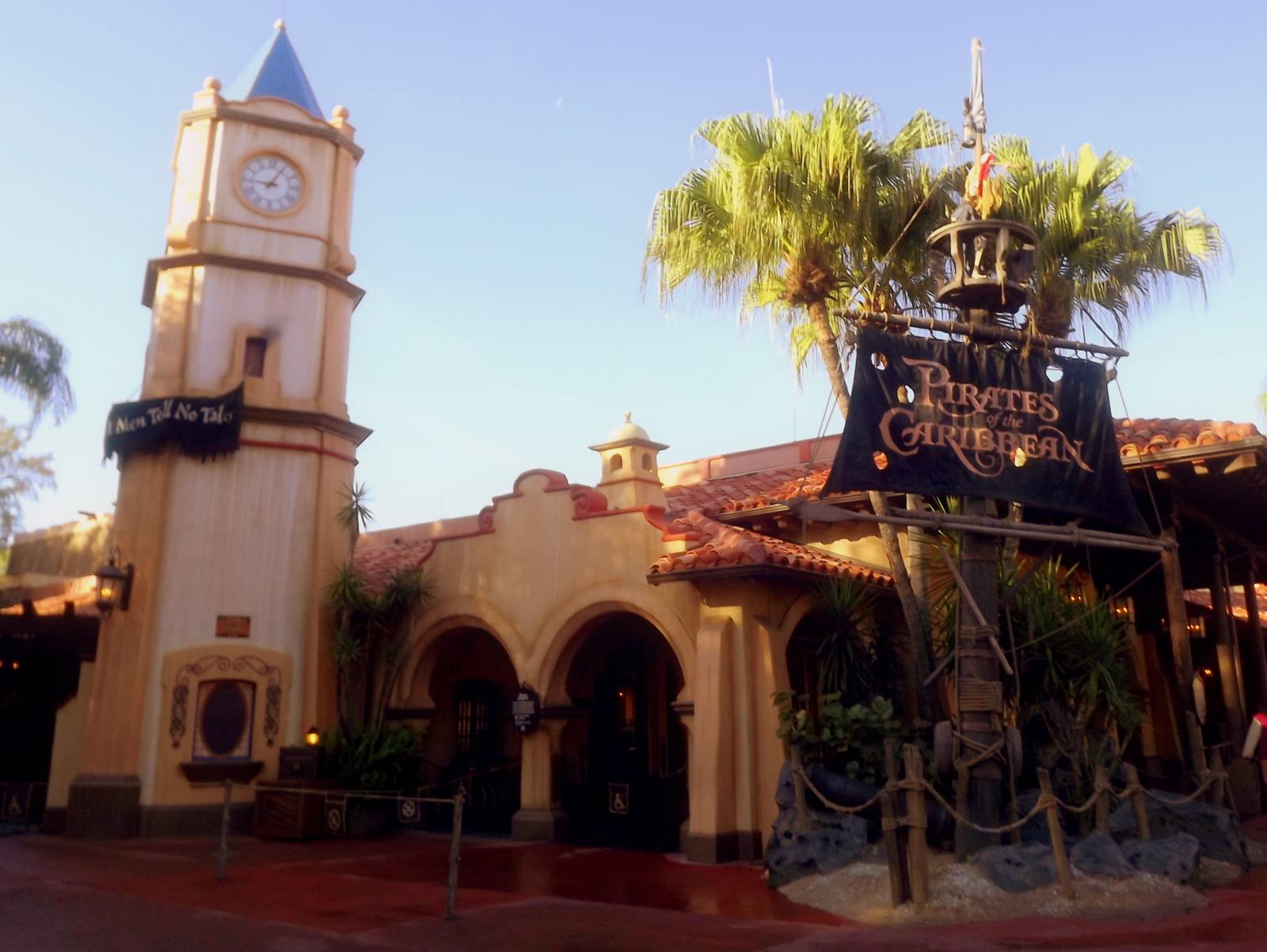
Cướp biển vùng Caribê của Magic Kingdom

Chuyến đi được canh giữ bởi tháp canh vùng Caribê Torre del Sol đặt trong một pháo đài bằng vàng của Tây Ban Nha tên là Castillo Del Morro, lấy cảm hứng từ Castillo de San Felipe del Morro trong Old San Juan ở Puerto Rico. Những hàng đợi uốn lượn qua pháo đài, qua những vật phẩm và những khẩu đại bác, và một cặp bộ xương cướp biển ngồi trên bàn cờ. Bộ xương chơi cờ vua được thiết kế đặc biệt cho Vương quốc Phép thuật bởi Nhà tưởng tượng Marc Davis, người được giao nhiệm vụ thiết kế chuyến đi. Có hai hàng đợi được thiết kế để gợi lên bầu không khí khác nhau, một là phía "Soldier" (Người lính) bên trái và hàng còn lại là phía "Pirate" (Cướp biển) bên phải, bây giờ là hàng đợi Lightning Lane. Cả hai hàng đợi này đều hội tụ với khu vực xếp hàng được gọi là Pirate's Cove.

### Disneyland Paris

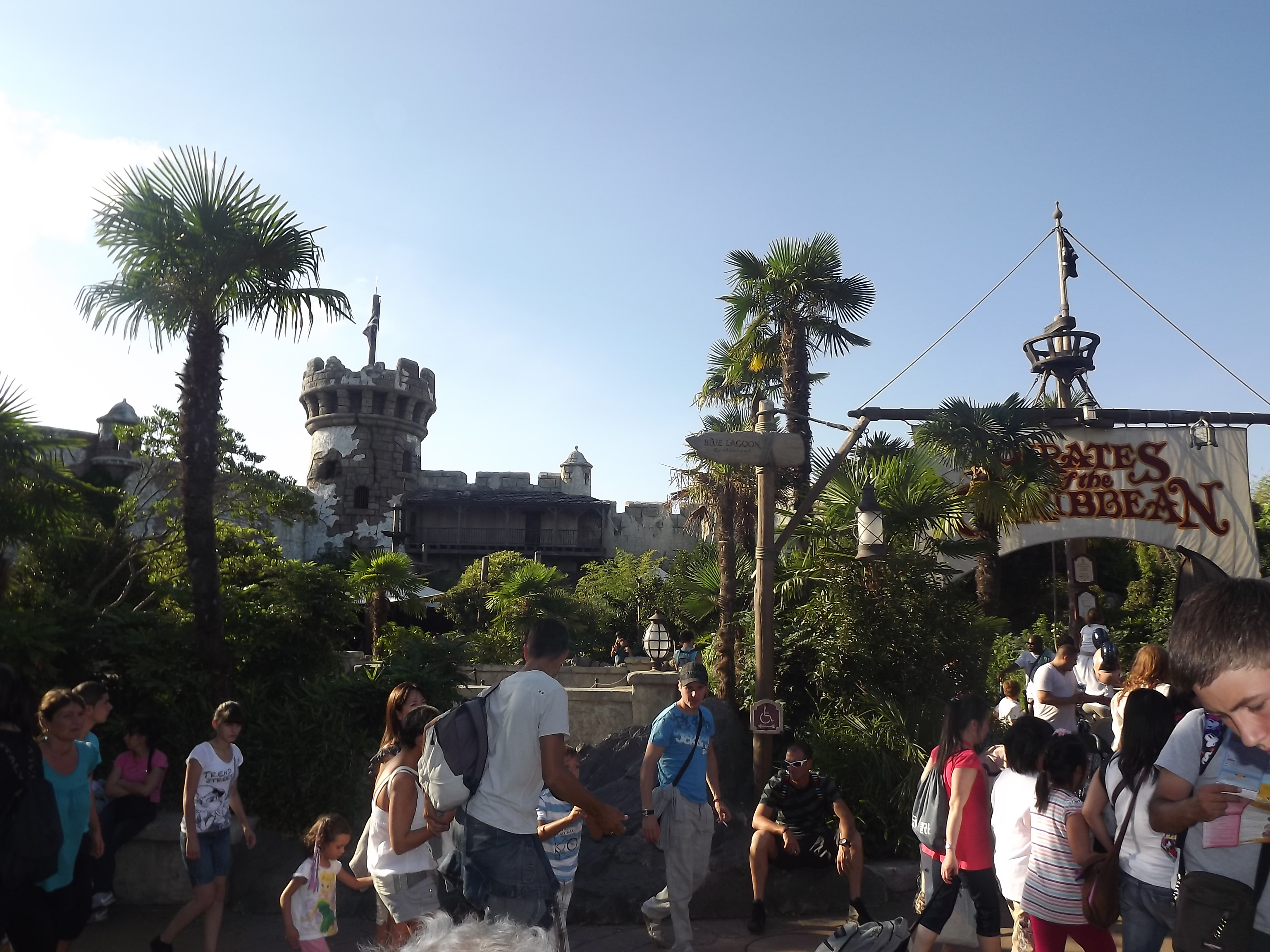
Phiên bản Disneyland Paris

Chuyến đi của Cướp biển vùng Caribe tại Disneyland Paris được đặt trong một pháo đài đầy dấu vết sau các cuộc chiến ở phía sau công viên.

## Sửa đổi
Bối cảnh Old Bill ban đầu được thiết kế vào năm 1972 cho phiên bản Magic Kingdom, nhưng cảnh này cuối cùng đã được đưa đến Disneyland, ngay sau khi phiên bản Magic Kingdom ra mắt vào năm 1973.

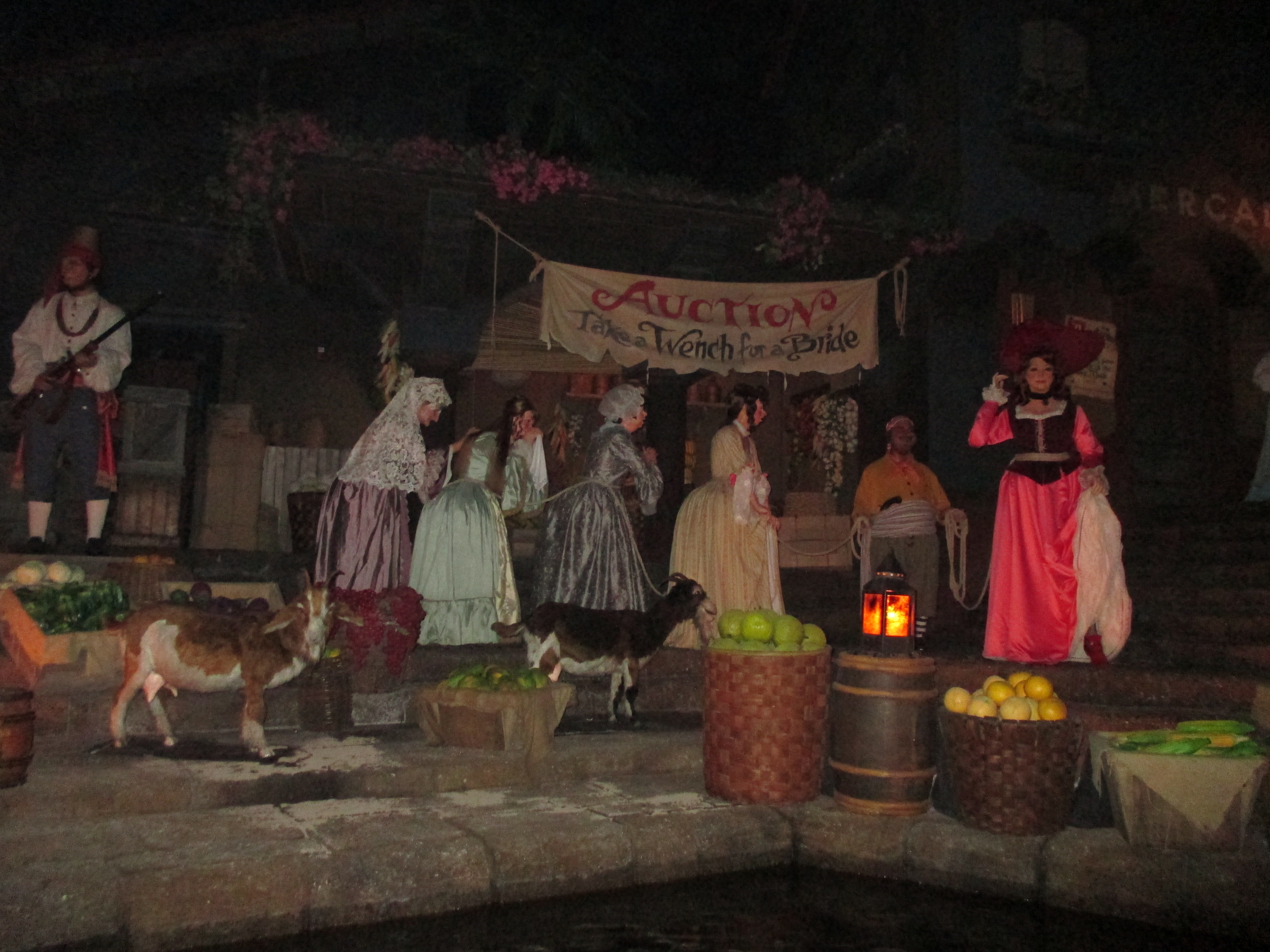
Cảnh đấu giá trong Cướp biển vùng Caribe tại Magic Kingdom

## Chuyển thể
Năm 2003, Disney phát hành Pirates of the Caribbean: The Curse of the Black Pearl, một bộ phim truyện lấy cảm hứng từ chuyến đi với sự tham gia của Johnny Depp trong vai Thuyền trưởng Jack Sparrow nhận đề cử Oscar cho màn diễn xuất của ông. Tiếp theo là bốn phần: Dead Man's Chest (2006), At World's End (2007), On Stranger Tides (2011), và Dead Men Tell No Tales (2017), với phần thứ hai đoạt giải Oscar cho Hiệu ứng hình ảnh xuất sắc nhất năm 2007. Loạt phim đã thu về hơn 3,7 tỷ đô la Mỹ trên toàn thế giới. Những bộ phim này bao gồm nhiều ám chỉ về chuyến đi, đáng chú ý nhất là cuộc tấn công vào pháo đài, cảnh nhà tù nổi tiếng, bài hát cùng tên và một vài câu thoại của các nhân vật.

## Nhạc nền

### Phát hành
- The Music of Disneyland, Walt Disney World and Epcot Center "Yo Ho (A Pirate's Life for Me)"
- Classic Disney Volume 5
- Walt Disney World Resort: The Official Album (1999) "Overture" và "Yo Ho (A Pirate's Life for Me)"
- Walt Disney World Resort: Official Album (2000) "Overture" và "Yo Ho (A Pirate's Life for Me)"
- Pirates of the Caribbean (2000) 16 phút "lướt qua", nhiều yếu tố âm thanh từ chuyến đi, cùng với âm nhạc và lời thoại chưa được sử dụng
- Walt Disney World Resort Celebrating 100 Years of Magic (2001) "Overture" và "Yo Ho (A Pirate's Life for Me)"
- A Musical History of Disneyland (2005) 16 phút "lướt qua"
- The Official Album of the Disneyland Resort (2005) 5:45
- Loạt Disney Sing-Along Songs

Có thể nghe thấy một phiên bản của "Yo Ho (A Pirate's Life for Me)" trong một số buổi trình diễn pháo hoa trong công viên giải trí Disney:
- Fantasy in the Sky (Magic Kingdom phiên bản 1999–2003)
- Remember... Dreams Come True